# Говорущенко, Николай Яковлевич
Николай Яковлевич Говорущенко (24 мая 1924 — 14 апреля 2011) — советский и украинский учёный, доктор технических наук (1965), профессор (1967), заслуженный деятель науки и техники УССР (1982), академик Транспортных академий Украины и России, профессор Харьковского национального автомобильно-дорожного университета, кавалер ордена «За заслуги» III степени (2006).

## Биография
Родился на хуторе Климовое (ныне — в Борисовском районе Белгородской области) в крестьянской семье, в 1940 году окончил Белгородскую среднюю школу, поступил в Харьковский автомобильно-дорожный институт.
Во время Великой Отечественной войны не эвакуировался с институтом в Саратов, вместо этого проработал несколько месяцев учителем в подготовительной части полка. Затем вызвался добровольцем на фронт, начал военную карьеру в 381-м запасном полку в Пугачёве, в звании сержанта, прошёл путь от рядового пехотинца до офицера штаба полка.
В феврале 1943 — ноябре 1945 — в рядах РККА, участвовал в боях на 3-м и 4-м Украинских фронтах, освобождал Харьков, был топографом, военным переводчиком, заведующим штаба полка. В одном бою, как парторг, поднял полк в атаку, получил контузии. Подлечившись, вернулся на фронт, служил в Болгарии, в частности, в Софии. Демобилизовался как инвалид второй группы. С боев вынес 25 боевых наград, в том числе благодарность Верховного Главнокомандующего СССР Сталина — за участие в боях за освобождение Днепродзержинска.
Член КПСС с 1945 года. С ноября 1945 года работал учителем физики и химии в Белгороде.
В 1946 году продолжил прерванную учёбу в институте. Уже после трёх месяцев обучения был избран секретарём комитета комсомола института. Во времени обучения руководил и принимал участие в работах по восстановлению института.
В 1954 году защитил кандидатскую диссертацию в Московском автомобильно-дорожном институте по оценке топливной экономичности автомобилей при движении неровными дорогами. В 1954 году возглавил кафедру эксплуатации автомобильного транспорта Харьковского автомобильного дорожного института.
Руководил коллективом, который занимался созданием автоматизированных станций диагностики легковых и грузовых автомобилей. Сконструировал и внедрил несколько десятков образцов диагностического оборудования.
В 1957—1959 — декан факультета заочного обучения, в 1962—1964 — декан автомобильного факультета. С 1965 года заведовал новосозданной отраслевой лабораторией по основным проблемам эксплуатации автомобилей. Доктор технических наук (1965), профессор (1967).
В 1971 году под его руководством спроектирован и изготовлен экспериментальный образец первой передвижной станции для диагностирования технического состояния легковых автомобилей — «ПДС-1».
В 1973 году командирован как эксперт ЮНЕСКО в Монголию для организации политехнического института.
Автор более 300 научных работ, из них более 40 монографий, учебных пособий и учебников.
Зарегистрировал более 50 авторских свидетельств.

## Труды
- Диагностика технического состояния автомобилей. Москва, 1970;
- Технічна експлуатація автомобілів. Х., 1984;
- Экономия топлива и снижение токсичности на автомобильном транспорте. Москва, 1990;
- Системотехника транспорта. Х., 1999 (соавт.);
- Техническая кибернетика транспорта: Учеб. пособ. Х., 2001 (соавт.);
- Системотехника проектирования транспортных машин: Учеб. пособ. Х., 2002.